# Ому

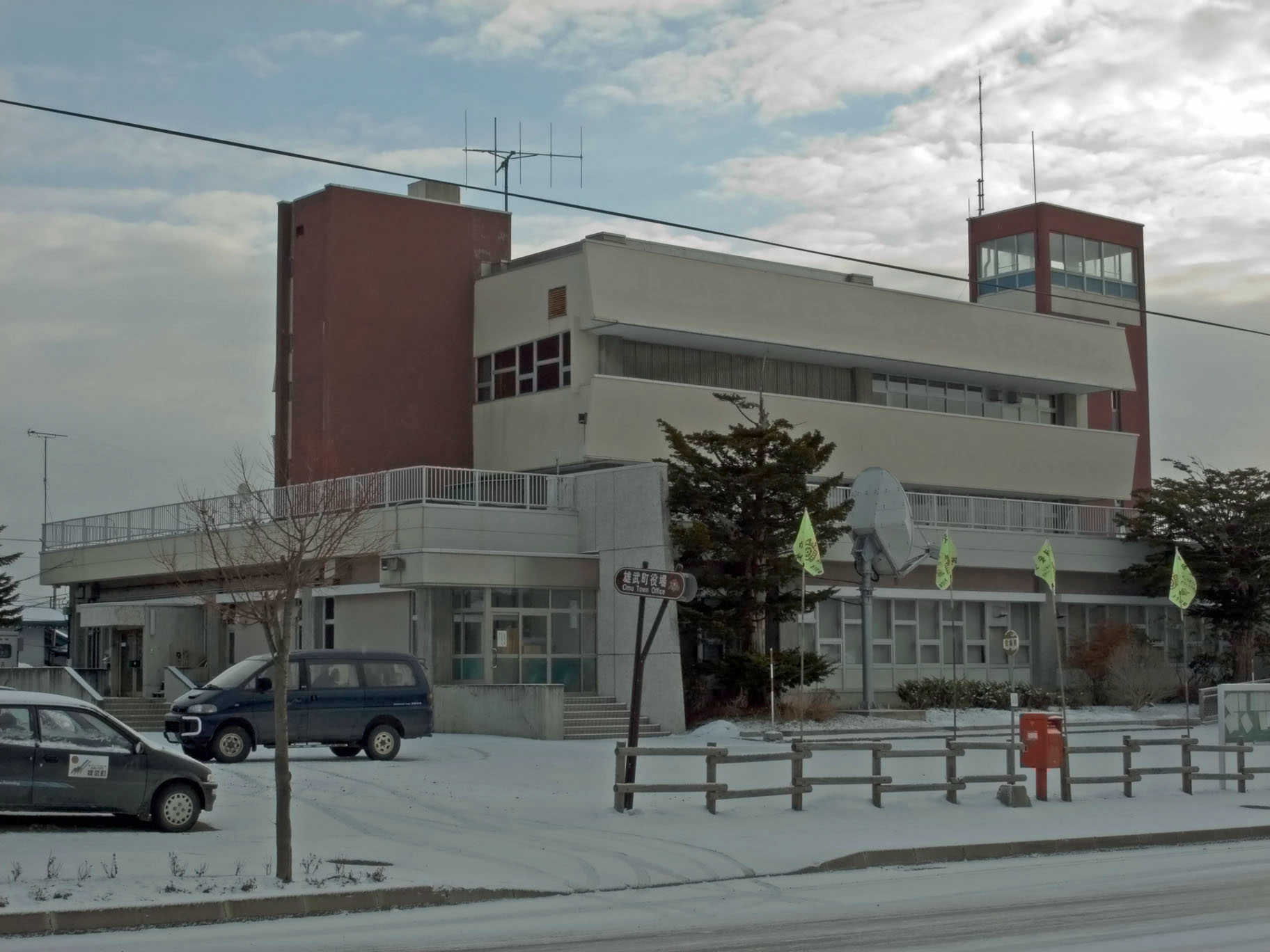
Мэрия посёлка Ому

Ому (яп. 雄武町 О:му-тё:) — посёлок в Японии, находящийся в уезде Момбецу округа Охотск губернаторства Хоккайдо. Площадь посёлка составляет 637,06 км², население — 4816 человек (30 июня 2014), плотность населения — 7,56 чел./км².

## Географическое положение
Посёлок расположен на острове Хоккайдо в губернаторстве Хоккайдо. С ним граничат город Наёро и посёлки Окоппе, Симокава, Бифука, Эсаси.

## Население
Население посёлка составляет 4816 человек (30 июня 2014), а плотность — 7,56 чел./км². Изменение численности населения с 1980 по 2005 годы:
| 1980 | 7041 чел. |  |
| 1985 | 6567 чел. |  |
| 1990 | 6357 чел. |  |
| 1995 | 5976 чел. |  |
| 2000 | 5778 чел. |  |
| 2005 | 5507 чел. |  |

## Символика
Деревом посёлка считается пихта сахалинская, цветком — Rosa rugosa, птицей — обыкновенная кукушка.